# Lestrimelitta guyanensis
Lestrimelitta guyanensis är en biart som beskrevs av Roubik 1980. Lestrimelitta guyanensis ingår i släktet Lestrimelitta och familjen långtungebin. Inga underarter finns listade i Catalogue of Life.